# ترفند زود پولدار شو
ترفند زود پولدار شو (به انگلیسی: Get-rich-quick scheme) طرحی برای به دست آوردن بازدهی بالا از یک سرمایه‌گذاری اندک است. دست کم از اوایل دههٔ ۱۹۰۰، اصطلاح زود پولدار شو برای اشاره به سرمایه‌گذاری‌های مشکوک و مرموز به کار می‌رود.
اکثر این ترفندها، به شرکت‌کنندگان وعدهٔ به دست آوردن نرخ بازده بالایی را در ازای اندکی ریسک، مهارت، تلاش و صرف زمان می‌دهند. ترفندهای زود پولدار شو اغلب ادعا می‌کنند که ثروت را می‌توان از طریق کار در منزل به دست آورد. ترفندهای قانونی و شبه قانونی زود پولدار شو مکرراً در تلویزیون، مجلات و روزنامه‌ها تبلیغ می‌شوند. ترفندهای غیرقانونی نیز اغلب از طریق فرستادن اسپم یا تلفنی تبلیغ می‌شوند.
واضح است که فردی ریسک پذیر می‌تواند زود پولدار شود؛ این یک فرض منطقی در صنعت قمار است. در قمار به احتمال قریب به یقین فرد ریسک‌کننده در بلندمدت تمامی سرمایه‌اش را از دست می‌دهد، اگرچه بردهایی نیز در آن میانه نصیب او خواهد شد. علم اقتصاد می‌گوید که فرصت‌های سوددهِ بدونِ ریسک، پایدار نیستند، زیرا که به سرعت توسط آربیتراژ از بین خواهند رفت.